# 非球面镜

双凸非球面镜

非球面镜是指表面不是球面或者柱面的透镜。在摄影里，包含非球面光学元件的透镜被称作“非球面镜”。
相比简单透镜，非球面镜的复杂表面可以减少或者消除球差或者其他像差。单一非球面镜可以替代很多的复杂球面镜系统。这样的系统设计会更小，更轻，甚至有时候会更便宜。非球面镜元件被用来设计多光学元件的广角镜或者标准镜头，以此来减少像差。它们也可以和反射光学元件相结合，如施密特修正板，这种非球面镜就被用在施密特摄星仪、施密特-卡塞格林望远镜中。小的模铸非球面镜通常可以用来准直激光二极管。
非球面镜也通常被用来制造眼镜。这种设计可以使眼镜更薄，同时观察者会感到戴眼镜的人眼睛变形更小。非球面眼镜并不会比“最优形式”球面眼镜有更好的视觉效果，不过在没有降低光学性能的条件下，使眼镜厚度更薄，表面更平。